# Xochicalco
Xochicalco è un importante sito archeologico della cultura del periodo Epiclasico, situato nella parte occidentale dello stato messicano di Morelos circa 38 km a sud-ovest di Cuernavaca e ad un centinaio di km da Città del Messico
Il nome Xochicalco in lingua nahuatl significa "casa dei fiori".
Il periodo di massimo splendore di Xochicalco venne dopo la caduta di Teotihuacán, vi sono ipotesi che la città non fosse estranea alla caduta dell'impero di Teotihuacán.
Le principali costruzioni cerimoniali sono situate in cima ad un'altura con resti di edifici accessori (non ancora portati alla luce) nell'area circostante.
Il sito fu occupato nel 200 a.C., gli edifici più rilevanti vennero edificati fra il 700 e il 1000, la popolazione all'epoca era presumibilmente pari a circa 20.000 persone.